# Juan Carlos Orellana
Juan Carlos Orellana Jara (* 21. Juni 1955 in Santiago de Chile; † 10. November 2022 ebenda) war ein chilenischer Fußballspieler. Der Stürmer wurde mit dem CSD Colo-Colo chilenischer Meister und spielte 11-mal für die Nationalmannschaft Chiles.

## Karriere

### Vereinskarriere
Juan Carlos Orellana wuchs als eines von zehn Kindern in Las Barrancas, einem Barrio von Santiago de Chile auf. 1973 brachte ihn sein Bruder Raúl zu Green Cross Temuco, bei denen er mit 17 Jahren debütierte und schnell zum besten Torjäger wurde. Im September 1974 verpflichtete der CSD Colo-Colo den Flügelstürmer. Bei den Albos erzielte er das erste Tor des Klubs im neu errichteten Estadio Monumental und wurde Meister 1979. Er kam auf über 200 Spiele für Colo-Colo. Nach seiner erfolgreichen Zeit bei den Caciques wechselte er zu CD O’Higgins und anschließend spielte er noch für Unión Española, für Deportes Antofagasta, ein Spiel in der Copa Chile für Deportes Temuco, für Unión La Calera und 1987 zum Abschluss seiner Karriere für Unión San Felipe. Am 10. November 2022 verstarb Orellana an amyotropher Lateralsklerose.

### Nationalmannschaftskarriere
Für die chilenische Nationalmannschaft debütierte Juan Carlos Orellana im Januar 1977 beim Freundschaftsspiel gegen Paraguay. Bei der Copa América 1983 kam er in jeweils beiden Partien gegen Uruguay und Venezuela zum Einsatz. Bei der 1:2-Hinspielniederlage gegen den späteren Turniersieger Uruguay schoss er das Tor für Chile. Trotz des Sieges im Rückspiel schied Chile als Gruppenzweiter in der Vorrunde aus. Das Spiel gegen Venezuela war zugleich sein elftes und letztes Länderspiel, in denen er vier Tore erzielte.

## Erfolge

### Spieler
CSD Colo-Colo
- Chilenischer Meister: 1979